# 1866 en sport
Cet article présente les faits marquants de l'année 1866 en sport.

## Athlétisme
- Fondation à Londres de l’Amateur Athletic Club[1]. Premiers championnats d’athlétisme de Grande-Bretagne organisés sous l’égide de cette fédération. Cette fédération très « sélecte » exclut toute forme de professionnalisme et refoule même explicitement « les ouvriers, les artisans et les journaliers ».

## Aviron
- 24 mars : The Boat Race entre les équipes universitaires d'Oxford et de Cambridge. Oxford s'impose[2].
- 26 juillet : régate universitaire entre Harvard et Yale. Harvard s'impose[3].

## Baseball
- Août : à San Francisco, les clubs de baseball s'organisent en ligue, la Pacific Baseball Convention, qui met en place un championnat[4].
- 29 octobre : les Brooklyn Atlantics remportent le 10e championnat de baseball de la NABBP avec 17 victoires et 3 défaites[5].

## Boxe
- 6 août : les boxeurs Anglais Jem Mace et Joe Goss s'affrontent : dans le 21e round, Jem Mace l'emporte et devient Champion d'Angleterre[6].
- 19 septembre : aux États-Unis Mike McCoole bat Bill Davis dans le 34e round et devient Champion américain[7].

## Canoë
- Fondation en Angleterre du Canoe Club[8].

## Cricket
- Le Middlesex County Cricket Club est sacré champion de cricket en Angleterre[9].

## Football australien
- 8 mai : première codification du football australien au terme d’une réunion tenue à Melbourne[10].

## Golf
- 13 septembre : Willie Park, Sr. remporte l'Open britannique à Prestwick[11].

## Joutes nautiques
- 25 août : Benezech, dit lou Bousigaud, remporte le Grand Prix de la Saint-Louis à Sète[12].

## Rugby à XIII
- fondation des clubs anglais de Swinton Lions et de Rochdale Hornets.

## Rugby à XV
- fondation du club anglais des Harlequins.

## Sport équestre
- Premier concours de saut d'obstacles à Paris organisé par la Société hippique française[13].

## Sport hippique
- Angleterre : 
  - Lord Lyon gagne le Derby d'Epsom[14].
  - Salamander gagne le Grand National[15].
- Irlande : Selim gagne la première édition du Derby d'Irlande[16].
- France : 
  - Florentin gagne le Prix du Jockey Club[17].
  - Victorieuse gagne le Prix de Diane[18].
- Australie : The Barb gagne la Melbourne Cup[19].

## Tir sportif
- Fondation de la Société de Tir de Nancy.

## Naissances
| - 4 janvier : Ernest Mangnall, footballeur puis entraîneur anglais. († 13 janvier 1932). - 13 janvier : Frank Hill, joueur de rugby à XV gallois. († 20 avril 1927). - 26 janvier : John Cady, golfeur américain. († 12 novembre 1933). - 14 février : William Townley, footballeur puis entraîneur anglais. († 30 mai 1950). - 16 février : Billy Hamilton, joueur de baseball américain. († 15 décembre 1940). - 24 février : Hubert Van Innis, archer belge. († 25 novembre 1961). - 10 mars : Jules Marcadet, dirigeant sportif français. Fondateur du Stade français et de l'USFSA. († 15 août 1959). - 16 mars : Jack Toothill, joueur de rugby à XV anglais. († 29 juin 1947). - 24 mars : - Georges de La Falaise, épéiste et sabreur français. († 7 avril 1910). - Jack McAuliffe, boxeur irlandais. († 5 novembre 1937). - 28 mars : Jimmy Ross, footballeur écossais. († 12 juin 1902). - 27 avril : Maurice Raoul-Duval, joueur de polo français. († 5 mai 1916). - 29 mai : Fernand Charron, cycliste sur route puis pilote automobile français. († 13 août 1928). - 2 juin : Marcel Kerff, cycliste sur route belge. († 7 août 1914). - 3 juin : Émile Kraeutler, pilote de courses d'endurance automobile franco-allemand. († ?). |  | - 7 juin : Gaston de Chasseloup-Laubat, pilote de courses automobile français. († 19 novembre 1903). - 21 juin : Lena Rice, joueuse de tennis irlandaise. († 21 juin 1907). - 28 juillet : Albertson Van Zo Post, escrimeur complet américano-cubain. († 23 janvier 1933). - 6 août : Allen Lard, golfeur américain. († 22 janvier 1946). - 15 août : Italo Santelli, maître d'armes italien. († 8 février 1945). - 19 août : Adrien de Turckheim, industriel de l'automobile puis pilote de courses automobile français. († 2 janvier 1948). - 31 août : Gilbert Bougnol, maître d'armes à l'épée français. († 20 octobre 1947). - 1er septembre : James J. Corbett, boxeur américain. († 18 février 1933). - 18 septembre : Samuel Johnston, footballeur nord-irlandais. († 25 avril 1910). - 29 septembre : Gus Weyhing, joueur de baseball américain. († 4 septembre 1955). - 14 novembre : Tom Morgan, joueur de rugby à XV gallois. († 29 mars 1899). - 11 décembre : Jack Southworth, footballeur anglais. († 16 octobre 1956). - 18 décembre : Holger Nielsen, sabreur et tireur danois. († 26 janvier 1955). - 20 décembre : Margarette Ballard, joueuse de tennis américaine. († ?). - ? : Tilémachos Karákalos, sabreur grec. († 15 juin 1951). |